# Xylodes albovarius
Xylodes albovarius là một loài bọ cánh cứng trong họ Ptinidae. Loài này được Waterhouse miêu tả khoa học năm 1876.